# Giro d'Italia 1992
Il Giro d'Italia 1992, settantacinquesima edizione della "Corsa Rosa", si svolse in ventidue tappe dal 24 maggio al 14 giugno 1992, per un percorso totale di 3 830 km. La vittoria fu appannaggio dello spagnolo Miguel Indurain, che completò il percorso in 103h36'08", alla media di 37,092 km/h. Al secondo e terzo posto si classificarono Claudio Chiappucci e Franco Chioccioli.
Il francese Thierry Marie indossò la maglia rosa nelle prime due tappe della corsa; quindi nella terza tappa Indurain conquistò la vetta della classifica generale, mantenendola poi sino al traguardo finale di Milano.
Si mise in evidenza un giovane corridore, Pavel Tonkov, che chiuse in settima posizione il Giro e vinse la classifica riservata agli Under-25; la classifica a punti fu conquistata da Mario Cipollini; il primo posto in classifica scalatori fu di Claudio Chiappucci; Indurain oltre alla generale si aggiudicò la classifica Intergiro.
La corsa fu trasmessa in tv da Raidue e in radio da Rai Radio1.

## Tappe
| Tappa  | Data      | Percorso                                 | km    | Vincitore di tappa  | Leader cl. generale |
| ------ | --------- | ---------------------------------------- | ----- | ------------------- | ------------------- |
| 1ª     | 24 maggio | Genova > Genova (cron. individuale)      | 8     | Thierry Marie       | Thierry Marie       |
| 2ª     | 25 maggio | Genova > Uliveto Terme                   | 194   | Endrio Leoni        | Thierry Marie       |
| 3ª     | 26 maggio | Uliveto Terme > Arezzo                   | 174   | Maximilian Sciandri | Miguel Indurain     |
| 4ª     | 27 maggio | Arezzo > Sansepolcro (cron. individuale) | 38    | Miguel Indurain     | Miguel Indurain     |
| 5ª     | 28 maggio | Sansepolcro > Porto Sant'Elpidio         | 198   | Mario Cipollini     | Miguel Indurain     |
| 6ª     | 29 maggio | Porto Sant'Elpidio > Sulmona             | 223   | Franco Vona         | Miguel Indurain     |
| 7ª     | 30 maggio | Roccaraso > Melfi                        | 232   | Guido Bontempi      | Miguel Indurain     |
| 8ª     | 31 maggio | Melfi > Aversa                           | 184   | Mario Cipollini     | Miguel Indurain     |
| 9ª     | 1º giugno | Aversa > Latina                          | 165   | Guido Bontempi      | Miguel Indurain     |
| 10ª    | 2 giugno  | Latina > Monte Terminillo                | 196   | Luis Herrera        | Miguel Indurain     |
| 11ª    | 3 giugno  | Montepulciano > Imola                    | 233   | Roberto Pagnin      | Miguel Indurain     |
| 12ª    | 4 giugno  | Imola > Bassano del Grappa               | 214   | Endrio Leoni        | Miguel Indurain     |
| 13ª    | 5 giugno  | Bassano del Grappa > Corvara in Badia    | 204   | Franco Vona         | Miguel Indurain     |
| 14ª    | 6 giugno  | Corvara in Badia > Monte Bondone         | 205   | Giorgio Furlan      | Miguel Indurain     |
| 15ª    | 7 giugno  | Riva del Garda > Palazzolo sull'Oglio    | 171   | François Simon      | Miguel Indurain     |
| 16ª    | 8 giugno  | Palazzolo sull'Oglio > Sondrio           | 166   | Marco Saligari      | Miguel Indurain     |
| 17ª    | 9 giugno  | Sondrio > Vercelli                       | 203   | Mario Cipollini     | Miguel Indurain     |
| 18ª    | 10 giugno | Vercelli > Pian del Re                   | 200   | Marco Giovannetti   | Miguel Indurain     |
| 19ª    | 11 giugno | Saluzzo > Pila                           | 260   | Udo Bölts           | Miguel Indurain     |
| 20ª    | 12 giugno | Saint-Vincent > Verbania                 | 201   | Franco Chioccioli   | Miguel Indurain     |
| 21ª    | 13 giugno | Verbania > Vigevano                      | 95    | Mario Cipollini     | Miguel Indurain     |
| 22ª    | 14 giugno | Vigevano > Milano (cron. individuale)    | 66    | Miguel Indurain     | Miguel Indurain     |
| Totale | Totale    | Totale                                   | 3 830 |                     |                     |

## Squadre e corridori partecipanti
| N.    | Cod. | Squadra                   |
| ----- | ---- | ------------------------- |
| 1-9   | GBM  | GB-MG Maglificio          |
| 11-19 | AMO  | Amore & Vita-Fanini       |
| 21-29 | BAN  | Banesto                   |
| 31-39 | CAR  | Carrera-Vagabond          |
| 41-49 | CAS  | Castorama                 |
| 51-59 | ARI  | Ceramiche Ariostea        |
| 61-69 | LOS  | Festina-Lotus             |
| 71-79 | GAT  | Gatorade-Chateau d'Ax     |
| 81-89 | ITA  | Italbonifica-Navigare     |
| 91-99 | JOL  | Jolly Componibili-Club 88 |

| N.      | Cod. | Squadra                      |
| ------- | ---- | ---------------------------- |
| 101-109 | LAM  | Lampre-Colnago               |
| 111-119 | MER  | Mercatone Uno                |
| 121-129 | MAG  | Motorola-Magniflex           |
| 131-139 | ONC  | ONCE                         |
| 141-149 | RYA  | Postobón-Manzana-Ryalcao     |
| 151-159 | SEU  | Seur                         |
| 161-169 | TEL  | Telekom-Merckx               |
| 171-179 | TUL  | Tulip Computers              |
| 181-189 | Z    | Z                            |
| 191-199 | ZGM  | ZG Mobili-Fonti Sant'Antonio |

## Dettagli delle tappe

### 1ª tappa
- 24 maggio: Genova – Cronometro individuale – 8 km

Risultati
| Pos. | Squra               | Squadra   | Tempo |
| ---- | ------------------- | --------- | ----- |
| 1    | Thierry Marie       | Castorama | 9'59" |
| 2    | Miguel Indurain     | Banesto   | a 3"  |
| 3    | Julio César Ortegón | Postobón  | a 10" |

| Pos. | Corridore           | Squadra   | Tempo |
| ---- | ------------------- | --------- | ----- |
| 1    | Thierry Marie       | Castorama | 9'59" |
| 2    | Miguel Indurain     | Banesto   | a 3"  |
| 3    | Julio César Ortegón | Postobón  | a 10" |

### 2ª tappa
- 25 maggio: Genova > Uliveto Terme – 194 km

Risultati
| Pos. | Corridore          | Squadra      | Tempo    |
| ---- | ------------------ | ------------ | -------- |
| 1    | Endrio Leoni       | Jolly        | 4h48'13" |
| 2    | Mario Cipollini    | GB-MG        | s.t.     |
| 3    | Fabiano Fontanelli | Italbonifica | s.t.     |

| Pos. | Corridore           | Squadra   | Tempo    |
| ---- | ------------------- | --------- | -------- |
| 1    | Thierry Marie       | Castorama | 4h58'12" |
| 2    | Miguel Indurain     | Banesto   | a 3"     |
| 3    | Julio César Ortegón | Postobón  | a 10"    |

### 3ª tappa
- 26 maggio: Uliveto Terme > Arezzo – 174 km

Risultati
| Pos. | Corridore           | Squadra   | Tempo    |
| ---- | ------------------- | --------- | -------- |
| 1    | Maximilian Sciandri | Motorola  | 4h29'50" |
| 2    | Massimiliano Lelli  | Ariostea  | s.t.     |
| 3    | Yvon Ledanois       | Castorama | s.t.     |

| Pos. | Corridore       | Squadra   | Tempo    |
| ---- | --------------- | --------- | -------- |
| 1    | Miguel Indurain | Banesto   | 9h28'05" |
| 2    | Yvon Ledanois   | Castorama | a 7"     |
| 3    | Laurent Bezault | Z         | a 10"    |

### 4ª tappa
- 27 maggio: Arezzo > Sansepolcro – cronometro individuale – 38 km

Risultati
| Pos. | Corridore            | Squadra | Tempo  |
| ---- | -------------------- | ------- | ------ |
| 1    | Miguel Indurain      | Banesto | 49'32" |
| 2    | Armand de Las Cuevas | Banesto | a 32"  |
| 3    | Laurent Bezault      | Z       | a 34"  |

| Pos. | Corridore            | Squadra | Tempo     |
| ---- | -------------------- | ------- | --------- |
| 1    | Miguel Indurain      | Banesto | 10h17'37" |
| 2    | Laurent Bezault      | Z       | a 44"     |
| 3    | Armand de Las Cuevas | Banesto | a 48"     |

### 5ª tappa
- 28 maggio: Sansepolcro > Porto Sant'Elpidio – 198 km

Risultati
| Pos. | Corridore        | Squadra  | Tempo    |
| ---- | ---------------- | -------- | -------- |
| 1    | Mario Cipollini  | GB-MG    | 4h04'29" |
| 2    | Adriano Baffi    | Ariostea | s.t.     |
| 3    | Massimo Strazzer | Jolly    | s.t.     |

| Pos. | Corridore            | Squadra | Tempo     |
| ---- | -------------------- | ------- | --------- |
| 1    | Miguel Indurain      | Banesto | 15h22'06" |
| 2    | Laurent Bezault      | Z       | a 44"     |
| 3    | Armand de Las Cuevas | Banesto | a 48"     |

### 6ª tappa
- 29 maggio: Porto Sant'Elpidio > Sulmona – 223 km

Risultati
| Pos. | Corridore      | Squadra  | Tempo    |
| ---- | -------------- | -------- | -------- |
| 1    | Franco Vona    | GB-MG    | 6h23'09" |
| 2    | Roberto Conti  | Ariostea | s.t.     |
| 3    | Giorgio Furlan | Ariostea | a 8"     |

| Pos. | Corridore            | Squadra  | Tempo     |
| ---- | -------------------- | -------- | --------- |
| 1    | Miguel Indurain      | Banesto  | 21h47'48" |
| 2    | Giorgio Furlan       | Ariostea | a 30"     |
| 3    | Armand de Las Cuevas | Banesto  | a 48"     |

### 7ª tappa
- 30 maggio: Roccaraso > Melfi – 232 km

Risultati
| Pos. | Corridore            | Squadra       | Tempo    |
| ---- | -------------------- | ------------- | -------- |
| 1    | Guido Bontempi       | Carrera       | 6h33'26" |
| 2    | Giuseppe Petito      | Mercatone Uno | a 3"     |
| 3    | Germano Pierdomenico | Mercatone Uno | a 56"    |

| Pos. | Corridore       | Squadra  | Tempo     |
| ---- | --------------- | -------- | --------- |
| 1    | Miguel Indurain | Banesto  | 28h22'10" |
| 2    | Giorgio Furlan  | Ariostea | a 30"     |
| 3    | Roberto Conti   | Ariostea | a 59"     |

### 8ª tappa
- 31 maggio: Melfi > Aversa – 184 km

Risultati
| Pos. | Corridore              | Squadra | Tempo    |
| ---- | ---------------------- | ------- | -------- |
| 1    | Mario Cipollini        | GB-MG   | 5h11'59" |
| 2    | Endrio Leoni           | Jolly   | s.t.     |
| 3    | Džamolidin Abdužaparov | Carrera | s.t.     |

| Pos. | Corridore       | Squadra  | Tempo     |
| ---- | --------------- | -------- | --------- |
| 1    | Miguel Indurain | Banesto  | 33h34'09" |
| 2    | Giorgio Furlan  | Ariostea | a 30"     |
| 3    | Roberto Conti   | Ariostea | a 59"     |

### 9ª tappa
- 1º giugno: Aversa > Latina – 165 km

Risultati
| Pos. | Corridore        | Squadra  | Tempo    |
| ---- | ---------------- | -------- | -------- |
| 1    | Guido Bontempi   | Carrera  | 3h46'19" |
| 2    | Giovanni Fidanza | Gatorade | s.t.     |
| 3    | Bernd Gröne      | Telekom  | s.t.     |

| Pos. | Corridore       | Squadra  | Tempo     |
| ---- | --------------- | -------- | --------- |
| 1    | Miguel Indurain | Banesto  | 37h21'19" |
| 2    | Giorgio Furlan  | Ariostea | a 30"     |
| 3    | Roberto Conti   | Ariostea | a 59"     |

### 10ª tappa
- 2 giugno: Latina > Monte Terminillo – 196 km

Risultati
| Pos. | Corridore       | Squadra       | Tempo    |
| ---- | --------------- | ------------- | -------- |
| 1    | Luis Herrera    | Postobón      | 5h49'46" |
| 2    | Flavio Giupponi | Mercatone Uno | a 2"     |
| 3    | Andrew Hampsten | Motorola      | s.t.     |

| Pos. | Corridore          | Squadra  | Tempo     |
| ---- | ------------------ | -------- | --------- |
| 1    | Miguel Indurain    | Banesto  | 43h11'07" |
| 2    | Roberto Conti      | Ariostea | a 59"     |
| 3    | Claudio Chiappucci | Carrera  | a 1'56"   |

### 11ª tappa
- 3 giugno: Montepulciano > Imola – 233 km

Risultati
| Pos. | Corridore         | Squadra  | Tempo    |
| ---- | ----------------- | -------- | -------- |
| 1    | Roberto Pagnin    | Festina  | 5h59'19" |
| 2    | Marco Lietti      | Ariostea | s.t.     |
| 3    | Franco Chioccioli | GB-MG    | s.t.     |

| Pos. | Corridore          | Squadra  | Tempo     |
| ---- | ------------------ | -------- | --------- |
| 1    | Miguel Indurain    | Banesto  | 49h12'50" |
| 2    | Roberto Conti      | Ariostea | a 59"     |
| 3    | Claudio Chiappucci | Carrera  | a 1'56"   |

### 12ª tappa
- 4 giugno: Imola > Bassano del Grappa – 214 km

Risultati
| Pos. | Corridore       | Squadra  | Tempo    |
| ---- | --------------- | -------- | -------- |
| 1    | Endrio Leoni    | Jolly    | 5h04'10" |
| 2    | Mario Cipollini | GB-MG    | s.t.     |
| 3    | Adriano Baffi   | Ariostea | s.t.     |

| Pos. | Corridore       | Squadra  | Tempo     |
| ---- | --------------- | -------- | --------- |
| 1    | Miguel Indurain | Banesto  | 54h17'00" |
| 2    | Roberto Conti   | Ariostea | a 59"     |
| 3    | Luis Herrera    | Postobón | a 2'16"   |

### 13ª tappa
- 5 giugno: Bassano del Grappa > Corvara in Badia – 204 km

Risultati
| Pos. | Corridore          | Squadra | Tempo    |
| ---- | ------------------ | ------- | -------- |
| 1    | Franco Vona        | GB-MG   | 6h29'04" |
| 2    | Miguel Indurain    | Banesto | a 3"     |
| 3    | Claudio Chiappucci | Carrera | s.t.     |

| Pos. | Corridore          | Squadra  | Tempo     |
| ---- | ------------------ | -------- | --------- |
| 1    | Miguel Indurain    | Banesto  | 60h45'59" |
| 2    | Roberto Conti      | Ariostea | a 1'59"   |
| 3    | Claudio Chiappucci | Carrera  | a 2'20"   |

### 14ª tappa
- 6 giugno: Riva del Garda > Monte Bondone – 205 km

Risultati
| Pos. | Corridore          | Squadra  | Tempo    |
| ---- | ------------------ | -------- | -------- |
| 1    | Giorgio Furlan     | Ariostea | 6h26'33" |
| 2    | Franco Chioccioli  | GB-MG    | a 4'19"  |
| 3    | Claudio Chiappucci | Carrera  | a 4'25"  |

| Pos. | Corridore          | Squadra  | Tempo     |
| ---- | ------------------ | -------- | --------- |
| 1    | Miguel Indurain    | Banesto  | 67h16'55" |
| 2    | Roberto Conti      | Ariostea | a 2'01"   |
| 3    | Claudio Chiappucci | Carrera  | a 2'14"   |

### 15ª tappa
- 7 giugno: Riva del Garda > Palazzolo sull'Oglio – 171 km

Risultati
| Pos. | Corridore        | Squadra       | Tempo    |
| ---- | ---------------- | ------------- | -------- |
| 1    | François Simon   | Castorama     | 4h10'41" |
| 2    | Bruno Leali      | Mercatone Uno | s.t.     |
| 3    | Massimo Ghirotto | Carrera       | s.t.     |

| Pos. | Corridore          | Squadra  | Tempo     |
| ---- | ------------------ | -------- | --------- |
| 1    | Miguel Indurain    | Banesto  | 71h34'40" |
| 2    | Roberto Conti      | Ariostea | a 2'01"   |
| 3    | Claudio Chiappucci | Carrera  | a 2'14"   |

### 16ª tappa
- 8 giugno: Palazzolo sull'Oglio > Sondrio – 166 km

Risultati
| Pos. | Corridore         | Squadra   | Tempo    |
| ---- | ----------------- | --------- | -------- |
| 1    | Marco Saligari    | Ariostea  | 4h07'15" |
| 2    | Gérard Rué        | Castorama | a 52"    |
| 3    | Franco Chioccioli | GB-MG     | a 53"    |

| Pos. | Corridore          | Squadra  | Tempo     |
| ---- | ------------------ | -------- | --------- |
| 1    | Miguel Indurain    | Banesto  | 75h42'48" |
| 2    | Claudio Chiappucci | Carrera  | a 2'14"   |
| 3    | Roberto Conti      | Ariostea | a 3'07"   |

### 17ª tappa
- 9 giugno: Sondrio > Vercelli – 203 km

Risultati
| Pos. | Corridore        | Squadra  | Tempo    |
| ---- | ---------------- | -------- | -------- |
| 1    | Mario Cipollini  | GB-MG    | 5h15'36" |
| 2    | Adriano Baffi    | Ariostea | s.t.     |
| 3    | Giovanni Fidanza | Gatorade | s.t.     |

| Pos. | Corridore          | Squadra  | Tempo     |
| ---- | ------------------ | -------- | --------- |
| 1    | Miguel Indurain    | Banesto  | 80h58'24" |
| 2    | Claudio Chiappucci | Carrera  | a 2'14"   |
| 3    | Roberto Conti      | Ariostea | a 3'07"   |

### 18ª tappa
- 10 giugno: Vercelli > Pian del Re – 200 km

Risultati
| Pos. | Corridore          | Squadra  | Tempo    |
| ---- | ------------------ | -------- | -------- |
| 1    | Marco Giovannetti  | Gatorade | 5h38'19" |
| 2    | Massimiliano Lelli | Ariostea | a 8"     |
| 3    | Miguel Indurain    | Banesto  | a 19"    |

| Pos. | Corridore          | Squadra | Tempo     |
| ---- | ------------------ | ------- | --------- |
| 1    | Miguel Indurain    | Banesto | 86h36'58" |
| 2    | Claudio Chiappucci | Carrera | a 2'18"   |
| 3    | Franco Vona        | GB-MG   | a 3'14"   |

### 19ª tappa
- 11 giugno: Saluzzo > Pila – 260 km

Risultati
| Pos. | Corridore              | Squadra | Tempo    |
| ---- | ---------------------- | ------- | -------- |
| 1    | Udo Bölts              | Telekom | 7h21'11" |
| 2    | Ramon González Arrieta | Festina | a 1'38"  |
| 3    | Franco Chioccioli      | GB-MG   | a 1'54"  |

| Pos. | Corridore          | Squadra | Tempo     |
| ---- | ------------------ | ------- | --------- |
| 1    | Miguel Indurain    | Banesto | 94h00'03" |
| 2    | Claudio Chiappucci | Carrera | a 2'18"   |
| 3    | Franco Chioccioli  | GB-MG   | a 3'31"   |

### 20ª tappa
- 12 giugno: Saint-Vincent > Verbania – 201 km

Risultati
| Pos. | Corridore          | Squadra  | Tempo    |
| ---- | ------------------ | -------- | -------- |
| 1    | Franco Chioccioli  | GB-MG    | 5h32'31" |
| 2    | Claudio Chiappucci | Carrera  | s.t.     |
| 3    | Massimiliano Lelli | Ariostea | s.t.     |

| Pos. | Corridore          | Squadra | Tempo     |
| ---- | ------------------ | ------- | --------- |
| 1    | Miguel Indurain    | Banesto | 99h52'34" |
| 2    | Claudio Chiappucci | Carrera | a 2'10"   |
| 3    | Franco Chioccioli  | GB-MG   | a 3'19"   |

### 21ª tappa
- 13 giugno: Verbania > Vigevano – 95 km

Risultati
| Pos. | Corridore           | Squadra      | Tempo    |
| ---- | ------------------- | ------------ | -------- |
| 1    | Mario Cipollini     | GB-MG        | 2h24'34" |
| 2    | Alessio Di Basco    | Amore & Vita | s.t.     |
| 3    | Maximilian Sciandri | Motorola     | s.t.     |

| Pos. | Corridore          | Squadra | Tempo      |
| ---- | ------------------ | ------- | ---------- |
| 1    | Miguel Indurain    | Banesto | 102h17'08" |
| 2    | Claudio Chiappucci | Carrera | a 2'10"    |
| 3    | Franco Chioccioli  | GB-MG   | a 3'19"    |

### 22ª tappa
- 14 giugno: Vigevano > Milano – cronometro individuale – 66 km

Risultati
| Pos. | Corridore       | Squadra | Tempo    |
| ---- | --------------- | ------- | -------- |
| 1    | Miguel Indurain | Banesto | 1h19'00" |
| 2    | Guido Bontempi  | Carrera | a 2'46"  |
| 3    | Laurent Bezault | Z       | a 2'53"  |

| Pos. | Corridore          | Squadra | Tempo      |
| ---- | ------------------ | ------- | ---------- |
| 1    | Miguel Indurain    | Banesto | 103h36'08" |
| 2    | Claudio Chiappucci | Carrera | a 5'12"    |
| 3    | Franco Chioccioli  | GB-MG   | a 7'16"    |

## Evoluzione delle classifiche
| Tappa              | Vincitore           | Classifica generale Maglia rosa | Classifica a punti Maglia ciclamino | Classifica scalatori Maglia verde | Classifica miglior giovane Maglia bianca | Classifica intergiro Maglia azzurra | Classifica a squadre |
| ------------------ | ------------------- | ------------------------------- | ----------------------------------- | --------------------------------- | ---------------------------------------- | ----------------------------------- | -------------------- |
| 1ª                 | Thierry Marie       | Thierry Marie                   | Thierry Marie                       | non assegnato                     | Julio César Ortegón                      | Miguel Indurain                     | Castorama            |
| 2ª                 | Endrio Leoni        | Thierry Marie                   | Mario Cipollini                     | Germano Pierdomenico              | Julio César Ortegón                      | Stefano Zanini                      | Castorama            |
| 3ª                 | Maximilian Sciandri | Miguel Indurain                 | Maximilian Sciandri                 | Germano Pierdomenico              | Yvon Ledanois                            | Adriano Baffi                       | Banesto              |
| 4ª                 | Miguel Indurain     | Miguel Indurain                 | Miguel Indurain                     | Miguel Indurain                   | Armand de Las Cuevas                     | Miguel Indurain                     | Banesto              |
| 5ª                 | Mario Cipollini     | Miguel Indurain                 | Miguel Indurain                     | Miguel Indurain                   | Armand de Las Cuevas                     | Miguel Indurain                     | Banesto              |
| 6ª                 | Franco Vona         | Miguel Indurain                 | Miguel Indurain                     | Roberto Conti                     | Armand de Las Cuevas                     | Miguel Indurain                     | Ariostea             |
| 7ª                 | Guido Bontempi      | Miguel Indurain                 | Miguel Indurain                     | Roberto Conti                     | Armand de Las Cuevas                     | Miguel Indurain                     | Ariostea             |
| 8ª                 | Mario Cipollini     | Miguel Indurain                 | Mario Cipollini                     | Roberto Conti                     | Armand de Las Cuevas                     | Miguel Indurain                     | Ariostea             |
| 9ª                 | Guido Bontempi      | Miguel Indurain                 | Mario Cipollini                     | Roberto Conti                     | Armand de Las Cuevas                     | Miguel Indurain                     | Ariostea             |
| 10ª                | Luis Herrera        | Miguel Indurain                 | Mario Cipollini                     | Roberto Conti                     | Leonardo Sierra                          | Miguel Indurain                     | Gatorade             |
| 11ª                | Roberto Pagnin      | Miguel Indurain                 | Mario Cipollini                     | Roberto Conti                     | Leonardo Sierra                          | Miguel Indurain                     | Gatorade             |
| 12ª                | Endrio Leoni        | Miguel Indurain                 | Mario Cipollini                     | Roberto Conti                     | Leonardo Sierra                          | Miguel Indurain                     | GB-MG Maglificio     |
| 13ª                | Franco Vona         | Miguel Indurain                 | Mario Cipollini                     | Roberto Conti                     | Leonardo Sierra                          | Miguel Indurain                     | GB-MG Maglificio     |
| 14ª                | Giorgio Furlan      | Miguel Indurain                 | Mario Cipollini                     | Roberto Conti                     | Leonardo Sierra                          | Miguel Indurain                     | GB-MG Maglificio     |
| 15ª                | François Simon      | Miguel Indurain                 | Mario Cipollini                     | Roberto Conti                     | Leonardo Sierra                          | Miguel Indurain                     | Ariostea             |
| 16ª                | Marco Saligari      | Miguel Indurain                 | Mario Cipollini                     | Claudio Chiappucci                | Leonardo Sierra                          | Miguel Indurain                     | Ariostea             |
| 17ª                | Mario Cipollini     | Miguel Indurain                 | Mario Cipollini                     | Claudio Chiappucci                | Leonardo Sierra                          | Miguel Indurain                     | Ariostea             |
| 18ª                | Marco Giovannetti   | Miguel Indurain                 | Mario Cipollini                     | Claudio Chiappucci                | Pavel Tonkov                             | Miguel Indurain                     | Ariostea             |
| 19ª                | Udo Bölts           | Miguel Indurain                 | Mario Cipollini                     | Claudio Chiappucci                | Pavel Tonkov                             | Miguel Indurain                     | GB-MG Maglificio     |
| 20ª                | Franco Chioccioli   | Miguel Indurain                 | Mario Cipollini                     | Claudio Chiappucci                | Pavel Tonkov                             | Miguel Indurain                     | GB-MG Maglificio     |
| 21ª                | Mario Cipollini     | Miguel Indurain                 | Mario Cipollini                     | Claudio Chiappucci                | Pavel Tonkov                             | Miguel Indurain                     | GB-MG Maglificio     |
| 22ª                | Miguel Indurain     | Miguel Indurain                 | Mario Cipollini                     | Claudio Chiappucci                | Pavel Tonkov                             | Miguel Indurain                     | GB-MG Maglificio     |
| Classifiche finali | Classifiche finali  | Miguel Indurain                 | Mario Cipollini                     | Claudio Chiappucci                | Pavel Tonkov                             | Miguel Indurain                     | GB-MG Maglificio     |

## Classifiche finali

### Classifica generale - Maglia rosa
| Pos. | Corridore          | Squadra  | Tempo      |
| ---- | ------------------ | -------- | ---------- |
| 1    | Miguel Indurain    | Banesto  | 103h36'08" |
| 2    | Claudio Chiappucci | Carrera  | a 5'12"    |
| 3    | Franco Chioccioli  | GB-MG    | a 7'16"    |
| 4    | Marco Giovannetti  | Gatorade | a 8'01"    |
| 5    | Andrew Hampsten    | Motorola | a 11'12"   |
| 6    | Franco Vona        | GB-MG    | a 11'12"   |
| 7    | Pavel Tonkov       | Lampre   | a 17'15"   |
| 8    | Luis Herrera       | Postobón | a 17'53"   |
| 9    | Roberto Conti      | Ariostea | a 19'14"   |
| 10   | Bruno Cornillet    | Z        | a 20'03"   |

### Classifica a punti - Maglia ciclamino
| Pos. | Corridore           | Squadra  | Punti |
| ---- | ------------------- | -------- | ----- |
| 1    | Mario Cipollini     | GB-MG M. | 236   |
| 2    | Miguel Indurain     | Banesto  | 208   |
| 3    | Maximilian Sciandri | Motorola | 177   |
| 5    | Claudio Chiappucci  | Carrera  | 171   |
| 6    | Franco Chioccioli   | GB-MG M. | 148   |

### Classifica scalatori - Maglia verde
| Pos. | Corridore           | Squadra      | Punti |
| ---- | ------------------- | ------------ | ----- |
| 1    | Claudio Chiappucci  | Carrera      | 76    |
| 2    | Roberto Conti       | Ariostea     | 45    |
| 3    | Miguel Indurain     | Banesto      | 35    |
| 4    | Giorgio Furlan      | Ariostea     | 31    |
| 5    | Giuseppe Calcaterra | Amore & Vita | 23    |

### Classifica giovani - Maglia bianca
| Pos. | Corridore            | Squadra  | Tempo      |
| ---- | -------------------- | -------- | ---------- |
| 1    | Pavel Tonkov         | Lampre   | 103h53'23" |
| 2    | Ivan Gotti           | Gatorade | a 44'21"   |
| 3    | Armand de Las Cuevas | Banesto  | a 1h31'43" |
| 4    | Davide Perona        | ZG Mob.  | a 1h56'14" |
| 5    | Rubén Marín          | Postobón | a 2h10'41" |

### Classifica intergiro - Maglia azzurra
| Pos. | Corridore            | Squadra | Tempo     |
| ---- | -------------------- | ------- | --------- |
| 1    | Miguel Indurain      | Banesto | 57h38'08' |
| 2    | Claudio Chiappucci   | Carrera | a 2'03"   |
| 3    | Laurent Bezault      | Z       | a 2'08"   |
| 4    | Armand de Las Cuevas | Banesto | a 2'31"   |
| 5    | Zenon Jaskuła        | GB-MG   | a 2'43"   |

### Classifica a squadre
| Pos. | Squadra               | Punti      |
| ---- | --------------------- | ---------- |
| 1    | GB-MG Maglificio      | 311h31'55" |
| 2    | Ariostea              | a 22'34"   |
| 3    | Gatorade-Chateau d'Ax | s.t.       |
| 4    | Mercatone Uno         | a 52'13"   |
| 5    | Banesto               | a 56'15"   |